# النجد (يافع)

تعديل مصدري - تعديل

النجد هي إحدى قرى عزلة لبعوس بمديرية يافع التابعة لمحافظة لحج، بلغ تعداد سكانها 518 نسمة حسب تعداد اليمن لعام 2004.